# Spoorlijn Dortmund-Bodelschwingh - Dortmund-Mengede
De spoorlijn Dortmund-Bodelschwingh - Dortmund-Mengede was een Duitse spoorlijn en was als spoorlijn 2135 onder beheer van DB Netze.

## Geschiedenis
Het traject werd door de Königlich-Westfälischen Eisenbahn-Gesellschaft (Wfe) geopend op 1 september 1878 als onderdeel van de doorgaande verbinding tussen Welver en Sterkrade. Op 28 mei 1978 is de lijn gesloten, waarna het gedeelte tussen Nette/Oestrich en Mengede sinds 1991 opnieuw in gebruik is genomen voor de spoorlijn Dortmund-Mengede - Dortmund-Dorstfeld.

## Aansluitingen
In de volgende plaatsen is of was er een aansluiting op de volgende spoorlijnen:
Dortmund-Bodelschwingh
DB 16, spoorlijn tussen Dortmund-Bodelschwingh en Gelsenkirchen-Bismarck
DB 2136, spoorlijn tussen Dortmund Süd en Dortmund-Bodelschwing
Dortmund-Mengede
DB 2650, spoorlijn tussen Keulen en Hamm